# 黑鳞鳞轴双盖蕨
黑鳞鳞轴双盖蕨（学名：Diplazium hirtipes f. nigropaleacea）为蹄盖蕨科双盖蕨属鳞轴双盖蕨下的一个变型。